# Église Saint-Nicolas d'Ostojićevo
Pour les articles homonymes, voir Église Saint-Nicolas.
L'église Saint-Nicolas d'Ostojićevo (en serbe cyrillique : Црква Светог Николе у Остојићеву ; en serbe latin : Crkva Svetog Nikole u Ostojićevu) est une église orthodoxe serbe située à Ostojićevo, dans la province autonome de Voïvodine, dans la municipalité de Čoka et dans le district du Banat septentrional en Serbie. Elle est inscrite sur la liste des monuments culturels protégés de la république de Serbie (identifiant no SK 1845).

## Présentation
L'église, dédiée à la Translation des reliques de saint Nicolas, a été construite entre 1822 et 1833, à l'emplacement d'édifices plus anciens. Le clocher qui domine la façade occidentale est de style baroque.
La première iconostase provenait de l'ancienne église. Une nouvelle iconostase a été créée entre 1847 et 1856, sculptée par les frères Mihajlo et Lazar Janić. Les peintures ont été réalisées par Nikola Aleksić jusqu'en 1872 puis, en 1873, par son fils Dušan Aleksić.